# بزی
بِزی (به مجاری:  Bezi) یک روستا در مجارستان است که در دیور-موشون-شوپرون واقع شده است.

## خصوصیات
بزی ۱۱٫۲ کیلومترمربع مساحت و ۴۳۸ نفر جمعیت دارد.